# Polyrhachis xanthippe
Polyrhachis xanthippe é uma espécie de formiga do gênero Polyrhachis, pertencente à subfamília Formicinae.